# Adansonia perrieri
Adansonia perrieri är en malvaväxtart som beskrevs av René Paul Raymond Capuron och uppkallats efter Joseph Marie Henry Alfred Perrier de la Bâthie. Adansonia perrieri ingår i släktet Adansonia och familjen malvaväxter. Inga underarter finns listade i Catalogue of Life.